# Institut Ježíše Kněze
Institut Ježíše Kněze (italsky Istituto Gesù Sacerdote), zkratka IGS, je římskokatolický sekulární institut Paulínské rodiny pro diecézní kněze.
Byl založen roku 1953 bl. Jakubem Alberionem. Svatý stolec jej oficiálně uznal 8. dubna 1960. Členy se mohou stát diecézní kněží a biskupové, kteří složí sliby chudoby, čistoty a poslušnosti. Institut doprovází kněze v jejich osobním posvěcování, pastorační činnosti a využívání komunikačních prostředků pro různou apoštolskou činnost.